# الکساندروس تئوفیلاکیس
الکساندروس تئوفیلاکیس (یونانی: Αλέξανδρος Θεοφιλάκης؛ 1877 – ۱ ژانویهٔ ۲۰۰۰) ورزشکار ورزش تیراندازی اهل یونان بود.
وی در مسابقات کشوری و بین‌المللی در مجموع برندهٔ ۲ مدال نقره شده‌است.